# Cratere Deirdre
Deirdre  è un cratere sulla superficie di Europa.